# Cimarron (New Mexico)
Cimarron is een plaats (village) in de Amerikaanse staat New Mexico, en valt bestuurlijk gezien onder Colfax County.
De plaats is ontstaan in 1841 en werd 20 jaar later een belangrijke stop op de Santa Fe spoorweg. Het is een historische plaats van betekenis en is de plaats geweest van de twee belangrijkste personen van New Mexico nl. Kit Carson en Lucien Bonaparte Maxwell.
Carson kwam in 1826 naar New Mexico en stichtte in 1845 een ranch in Rayado Creek toen hij 26 jaar oud was. Lucien Maxwell kwam vier jaar later en bouwde zijn ranch bij zijn vriend Carson. Maxwell trouwde in 1842 met Luz Beaubien, dochter van landeigenaar Carlos Beaubien.
Beaubien was een van de eigenaren van het enorme Beaubien-Miranda land. Maxwell kocht een gedeelte uit en had de andere helft in handen en was daarbij de eigenaar van het grootste stuk land bezeten door één man in de geschiedenis van de Verenigde Staten (meer dan 1.7 miljoen hectare).
Maxwell verhuisde van Rayado naar Cimarron in de jaren van 1850 en was de eerste postdirecteur daar. Maxwell verkocht zijn rijke land in 1869 , trok zich terug in Fort Sumner waar hij stierf in 1875.
Er staat tegenwoordig nog het St. James hotel, ooit gerund door de befaamde chef Henry Lambert. Een oude molen gebouwd in 1864 door Lucien Maxwell staat nu als museum. In 1883 verbleef de 18-jarige Albert Verwey hier de zomer, dienst doende als vertaler voor zijn superieuren, de eigenaren van de Maxwell Land Grant.

## Plaatsen in de nabije omgeving
De onderstaande figuur toont nabijgelegen plaatsen in een straal van 36 km rond Cimarron.